# 율리시스의 귀환

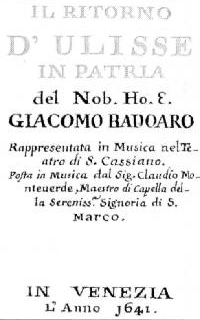

율리시스의 귀환(Il ritorno d'Ulisse in patria)은 클라우디오 몬테베르디가 작곡한 오페라(dramma per musica)로 서막과 3막으로 구성되었다. 자코모 바도아로가 호머의 《오디세우스》의 마지막 부분을 기초로 이탈리아 대본을 작성하였다. 1640년 2월 베네치아의 Teatro di SS Giovanni e Paolo에서 초연되었다.

## 역사
이 작품은 베네치아를 위해 몬테베르디가 작곡한 첫 번째 오페라이다. 베네치아에서 10번의 공연이 있었고, 대단한 성공을 얻었으며, 볼로냐의 카스트로빌라니 극장에서도 상연되었다. 1641년에 베네치아서 재상연되었다. 볼로냐에서 베네치아에서와 마찬가지로, 페넬로페 역에 줄리아 파오렐리, 미네르바 역에 마달레나 마넬리, 그리고 율리시스역에 프란체스코 마넬리가 불렀을 가능성이 높다. 이 작품이 몬테베르디의 것인지 심각하게 의문되었지만, 여전히 그의 것으로 남아있다.
근대에 들어 첫 번째 리바이벌은 1925년 파리에서 뱅상 댕디에 의해 이끌어졌다. 광대한 대본이 악보마다 매우 다르나, 몬테베르디는 그가 설정한 대본의 활발한 편집자로 알려져 있다. 수많은 20세기 작곡가들이 편집하고, 공연을 위해 작품을 번역하였고, 마침내 1971년 빈과 글라인드본에서의 공연과 니콜라우스 아르농쿠르의 편집과 녹음들로 오페라 중심부에 진입하게 되었다.

## 등장 배역
- 신들

죠베(제우스) - 테너
네투노(포세이돈) - 베이스
미네르바(아테나) - 소프라노
쥬노네(헤라) - 소프라노
하늘의 정령 - 여성 합창
- 인간

율리세(오디세우스) - 테너
페넬로페, 그의 아내 - 콘트랄토
텔레마코, 그의 아들 - 테너
멜란토, 페넬로페의 시녀 - 메조소프라노
에우메테, 양치기 - 테너
에우리마코, 멜란토의 연인 - 테너
에리클레아, 율리세의 간호인 - 콘트랄토
페넬로페의 구혼자들
피산드로 - 테너, 또는 카운터테너
안피노모 - 테너
안티노오 - 베이스
이로, 구혼자들의 하인들 - 테너
선원들, 페니키아인 - 남성 합창
- 서막에서

인간의 여림 - 테너
시간 - 베이스
행운 - 소프라노
사랑 - 소프라노

## 줄거리
트로이 전쟁이 끝난 뒤 바로 뒤, 그리스

## 유명한 아리아
- "O gran figlio d'Ulisse" (에우메테)
- "Godo anc'io" (율리세)
- "Illustratevi o cieli" (페넬로페)